# 謝妙儀
謝妙儀（英語：Anna Tse Miu-yee，1996年11月20日—），香港民主派政治家，註冊社會工作者，山民主義召集人，柴灣起動成員，曾任東區區議會興民選區議員、青年發展及社區營造工作小組主席。

## 政治生涯

### 組織山民主義
2016年11月，謝妙儀從香港獨立媒體上得知領展以兩億港元將興民商場出售予中資佛山順聯集團旗下的傑豐香港有限公司，商舖逐一離場，包括當時的牙醫診所、中醫藥舖、麵包店、餐廳、老人院、洗衣店、髮型屋、香燭店、補習社，以及連鎖經營的百佳、萬寧、7-11都需撤出。謝妙儀和其他興民邨居民不滿興民商場遭變賣後原有配套就此消失，街坊日常生活將非常不便，而時任興民選區親中派區議員民建聯劉慶揚又無所作為，於是自發成立山民主義，向更多居民宣傳商場消息。山民主義成立後，通過擺設街站、製作問卷及派發飯盒予長者等方式服務街坊，又經漁灣選區區議員徐子見的幫助下，成功在東區區議會上向政府部門提出過商場變賣帶來的問題，亦曾入信到立法會申訴部，甚至到七一遊行宣傳。

### 出席立法會公聽會
2019年4月1日，謝妙儀在立法會房屋事務委員會公聽會上發言，向公眾闡述興民邨的狀況。

### 2019年區議會選舉
2019年，由於不滿興民選區時任親中派區議員民建聯劉慶揚表現無能，而山民主義作為地區組織亦欠缺權力與政府部門交涉，基於想為興民邨服務的想法，謝妙儀決定參加2019年香港區議會選舉，於興民選區與劉慶揚對決。
包括謝妙儀在內，位於柴灣、小西灣及杏花邨（簡稱「柴小杏」）的民主派候選人組織選舉聯盟柴灣起動，共同參選2019年區議會選舉，互相拉抬選情，結果，柴灣起動12名候選人全數勝出，謝妙儀以3,297票擊敗3,113票的劉慶揚，成為興民區設立以來首位民主派區議員，同時成為東區區議會有史以來最年輕的女性議員，時年23歲。
| 政党   | 政党              | 候选人    | 票数  | %     | ±      |
| ------ | ----------------- | --------- | ----- | ----- | ------ |
|        | 柴灣起動/山民主義 | 1. 謝妙儀 | 3,297 | 51.44 | 不適用 |
|        | 民建聯            | 2. 劉慶揚 | 3,113 | 48.56 | -15.41 |
| 多数票 | 多数票            | 多数票    | 184   | 2.87  | 30.82  |

### 處理非法聚賭時遇襲
2020年3月30日晚上，謝妙儀接到市民投訴，指有人在興民邨民澤樓對開花槽非法聚賭，謝妙儀與助手到場後，發現有六名男子非法聚賭，於是上前查看及以手機拍攝情況，其中兩名滿身酒氣的非法聚賭男子不滿，恐嚇和襲擊謝妙儀及其助手，甚至聲稱要謀殺和強姦謝妙儀，謝妙儀因受到恐嚇而痛哭不適，其助手亦因受到襲擊而手部受傷，兩人被送往東區醫院治理。警方到場調查後只以涉嫌普通襲擊罪名將其中一名施襲者拘捕，而且還釋放另一名施襲者不予追究，更沒有對其他非法聚賭男子作出任何執法行動。事後謝妙儀對警方及房屋署等政府部門處事手法感到極為不滿，認為是因為相關部門多年來對興民邨各種違法行為視而不見，才會導致非法聚賭等問題根深蒂固。

### 聲援被送中十二港人
2020年12月28日，12名港人於被送中後第128日，在深圳鹽田人民法院受審，謝妙儀在柴灣迴旋處天橋擺設街站，要求中共當局立即釋放12名港人，並呼籲市民繼續關注事件。

### 追究房屋署監管不力
自謝妙儀上任區議員以來，房屋署一直無視謝妙儀就興民邨及興華（一）邨關於老鼠橫行、聚賭、屋邨非吸煙範圍內吸煙、中門每天大開、凌晨屋邨內高談闊論、滲水問題被拖延、高空擲物等各種問題的投訴，儘管謝妙儀不斷去信房屋署要求正視相關問題，但房屋署仍然不為所動，終於使謝妙儀忍無可忍，親自前往房屋署總部責問相關部門，及後更到申訴專員公署投訴房屋署監管不力。

## 議會問政

### 區議會問政
謝妙儀在東區區議會2020-2021年度共加入16個委員會。
- 設施管理及文康事務委員會委員
- 社會福利及安老事務委員會委員
- 交通及運輸事務委員會委員
- 食物環境及衞生事務委員會委員
- 規劃工程及房屋事務委員會委員
- 財務及審核委員會委員
- 檢視警方執法及行動特別委員會委員
- 青年發展及社區營造工作小組主席
- 地區工程及設施督導工作小組成員
- 節日慶祝及重大日子紀念活動專責小組成員
- 社區參與及宣傳工作專責小組成員
- 公共交通及道路安全工作小組成員
- 環保綠化及街道管理工作小組成員
- 海濱發展及房屋管理工作小組成員
- 撥款審核工作小組成員
- 康體藝術文化發展工作小組成員

### 政府突取消監警會會議

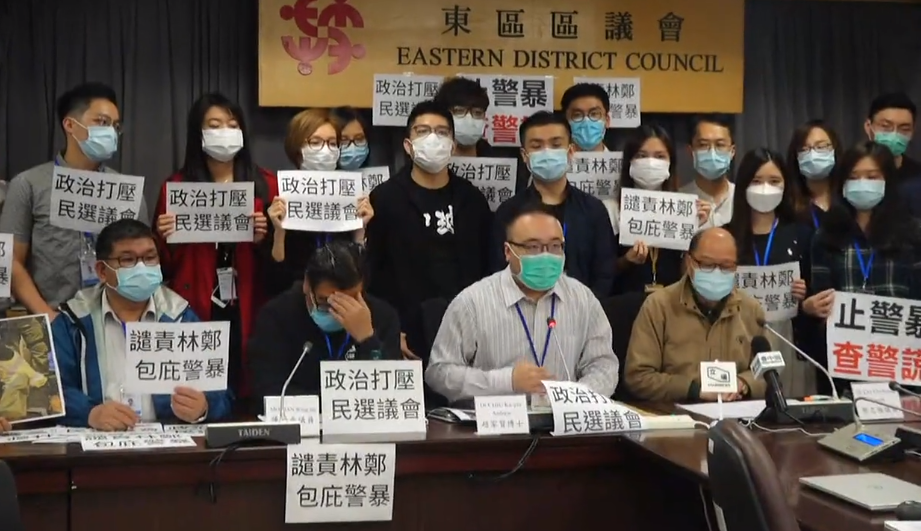
2020年3月10日，東區民主派議員譴責警務處不尊重民選議會 拒派員出席檢警會會議

2020年3月10日，東區區議會原定舉行「檢視警方執法及行動特別委員會」第三次會議，討論多項與反送中運動相關議案，包括要求警方交代8月5日晚上北角衝突中的警力問題、在11月在柴灣發射多次催淚彈的原因、於太古城和西灣河的執法行動等事件。不過民政處在會議當日早上突然向委員會成員發出電郵，稱會議的職權範圍「可能涉及全港性執法事宜」和「收到高層命令」而宣布取消會議。警務處也拒絕派員出席。區議會26名民主派議員批評警權凌駕區議會職能，政府高層打壓區議會。

### 請辭
2021年7月11日，由於不滿區議會被中共架空，謝妙儀決定辭任。

## 外部連結
- 東區區議會議員資料謝妙儀女士（页面存档备份，存于）
- 謝妙儀的Facebook專頁

| 議會席位      | 議會席位                                                              | 議會席位    |
| ------------- | --------------------------------------------------------------------- | ----------- |
| 前任： 劉慶揚 | 東區區議會 興民選區區議員 2020年1月1日－2021年7月11日                 | 繼任： 懸空 |
| 首任          | 東區區議會 青年發展及社區營造工作小組主席 2020年7月6日－2021年7月11日 | 繼任： 懸空 |
| 政党职务      |                                                                       |             |
| 首任          | 山民主義召集人 2016年11月27日－                                       | 現任        |